# Majestic Building (Detroit)
El Majestic Building era un edificio de gran altura ubicado en 1001 Woodward Avenue en el Downtown de Detroit, Míchigan. El edificio fue construido en 1896 para la cadena de tiendas por departamentos Mabley and Company y fue el segundo rascacielos de la ciudad, luego de la finalización del Hammond Building. Tenía 14 pisos y alcanzaba 68 m de altura. Fe diseñado en estilo Beaux-Arts por Daniel H. Burnham & Company. Costó un millón de dólares. Fue el edificio más alto de Detroit hasta 1909. El edificio fue demolido en 1962.

## Historia
Fue construido en 1896 para la cadena de tiendas por departamentos Mabley. Sin embargo, su propietario C. R. Mabley murió antes de su finalización y los nuevos dueños lo usaron solo para oficinas. Al parecer se renombró el edificio Majestic para cumplir con la letra "M" (de Mabley) tallada en numerosos lugares en su fachada.
Cuando fue finalizado superó al United Way Community Services Building como el rascacielos más alto de Detroit y conservó el título hasdta 1909, cuando fue superado por el Edificio Ford.
El Majestic fue aclamado como un "rascacielos a prueba de fuego" y este reclamo fue probado en 1915 cuando se produjo un incendio en el piso superior y se quemó durante dos horas. El fuego nunca se extendió a otros pisos y nunca puso en peligro la estructura de soporte del edificio.
A partir de 1907, el Majestic albergaba oficinas y una plataforma de observación en la azotea de la Servicio Meteorológico Nacional para científicos y meteorólogos que realizan observaciones meteorológicas. Esta plataforma de observación ofrecía vistas sin obstáculos de hasta 20 kilómetros en cualquier dirección, y estaba abierta al público para una admisión de diez centavos.
The Detroit News contrató a "The Human Fly" Harry H. Gardiner para escalar el exterior del edificio en 1916 como un truco promocional. El evento estaba programado para la hora del almuerzo del mediodía y atrajo a una multitud tan grande que el tráfico y los tranvías en Woodward Avenue se detuvieron.
El edificio fue demolido en 1962, para dar paso al  First Federal Building, que se terminó en 1965.